# Марьянуччи, Лука
Лука Марьянуччи (итал. Luca Marianucci; род. 23 июля 2004 года в Ливорно, Италия) — итальянский футболист, защитник клуба «Эмполи».

## Карьера
Лука — воспитанник «Эмполи», прошедший через все детские и юношеские команды этого клуба. Летом 2023 года защитник подписал свой первый профессиональный контракт с тосканцами, рассчитанный на 4 сезона. Сезон 2023/24 Лука провёл на правах аренды в клубе «Про Сесто», выступавшем в Серии C. 10 сентября 2023 года состоялся его дебют во взрослом футболе: Лука целиком отыграл встречу с «Фьоренцуолой». Всего защитник принял участие в 32 матчах турнира. Вернувшись из аренды, защитник стал привлекаться к тренировкам и матчам родного клуба. Он дебютировал за «Эмполи» 10 августа 2024 года, целиком отыграв встречу с «Катандзаро» в рамках Кубка Италии и отметившись голевой передачей. 4 ноября Лука впервые сыграл в Серии А, выйдя на замену вместо Лиама Хендерсона на 84-й минуте игры против «Комо».